# Time Trax
Time Trax  è una serie televisiva statunitense in 44 episodi trasmessi per la prima volta nel corso di 2 stagioni dal 1993 al 1994.

## Trama
Anno 2193. Un agente di polizia, Darien Lambert, inviato nel passato tramite una macchina del tempo chiamata Trax, deve rintracciare e restituire alla giustizia i criminali condannati che sono fuggiti dal carcere o si sono resi latitanti nel futuro viaggiando indietro nel tempo fino all'anno 1993.
Darien Lambert è assistito dallo Specified Encapsulated Limitless Memory Archive, o SELMA, un computer estremamente piccolo ma molto potente (descritto come equivalente a un mainframe) con cui comunica attraverso un'interfaccia olografica delle sembianze di una donna. Il più grande nemico di Lambert è il Dr. Mordecai Sahmbi, responsabile per l'invio dei fuggitivi nel 1993, che ha cercato più volte di ucciderlo.
Il capitano Lambert, temendo le possibili conseguenze di alterazione della linea temporale, non  tenta attivamente di interferire con il flusso naturale della storia, anche se spesso lascia dei messaggi per i suoi colleghi del 2193. La serie allude occasionalmente alla teoria delle linee temporali parallele, prendendo in esame il tema del paradosso temporale, il che implica che i viaggiatori che vanno indietro nel tempo arrivano in un passato alternativo e le loro azioni non hanno alcun effetto sul 2193 "reale". Tuttavia, il fatto che Lambert sia in grado di lasciare messaggi per i suoi collaboratori del 2193 sembrerebbe indicare il contrario.

## Episodi
| Stagione         | Episodi | Prima TV USA |
| ---------------- | ------- | ------------ |
| Prima stagione   | 22      | 1993         |
| Seconda stagione | 22      | 1994         |

## Personaggi e interpreti
- Darien Lambert (stagioni 1-2), interpretato da Dale Midkiff.
- Selma (stagioni 1-2), interpretata da Elizabeth Alexander.
- Mordecai Sahmbi (stagioni 1-2), interpretato da Peter Donat.
- Hunter (stagioni 1-2), interpretato da Malcolm Cork.
- Belmont (stagioni 1-2), interpretato da Tiriel Mora.
- Joe Delaney (stagioni 1-2), interpretato da Mark Fairall.
- Emmett (stagioni 1-2), interpretato da Colin Handley.
- Tulsa Giles (stagioni 1-2), interpretata da Mary-Margaret Humes.
- Benny Slocum (stagioni 1-2 interpretato da Bob Reynolds.
- Charlie Burke (stagione 1), interpretato da Lewis Fitz-Gerald.
- Sepp Dietrich (stagione 1), interpretato da Henk Johannes.
- Annie Knox (stagione 1), interpretata da Mia Sara.
- Aubrey Faulkner (stagione 1), interpretato da Steven Tandy.
- Agente Hayes (stagione 1), interpretato da Chad Tyler.
- Tony (stagione 1), interpretato da Mitch Deans.

## Produzione
La serie, ideata da Jeffrey Hayes, Gary Nardino e Grant Rosenberg, fu prodotta da Gary Nardino Productions e Lorimar Television e Warner Bros. Television e girata  in Australia. Le musiche furono composte da Garry McDonald e Laurie Stone.
Produttori esecutivi della serie sono stati Jeffrey M. Hayes, Gary Nardino, Grant Rosenberg e Harve Bennett. Quest'ultimo noto in particolare per aver prodotto le serie televisive L'uomo da sei milioni di dollari (1974-1978) e La donna bionica (1976-1978), tratte dal romanzo Cyborg (1972) di Martin Caidin e parte del franchise L'uomo da sei milioni di dollari. È inoltre stato il produttore dei film della Serie Classica del franchise di fantascienza Star Trek: Star Trek II - L'ira di Khan (1982), Star Trek III - Alla ricerca di Spock (1984), Rotta verso la Terra (1986) e Star Trek V - L'ultima frontiera (1989), film in cui è occasionalmente apparso anche in brevi camei.
Tra i registi della serie sono annoverati: Colin Budds (13 episodi, 1993-1994), Rob Stewart (10 episodi, 1993-1994), Donald Crombie (6 episodi, 1993-1994), Chris Thomson (4 episodi, 1993-1994), Brian Trenchard-Smith (2 episodi, 1993), Ian Barry (2 episodi, 1994).

## Distribuzione
La serie è stata trasmessa negli Stati Uniti dal 20 gennaio 1993 al 3 dicembre 1994 dalla rete televisiva Prime Time Entertainment Network. In Italia è stata trasmessa dal 1994 su Canale 5.
Alcune delle uscite internazionali sono state: in Germania il 17 marzo 1995 (Time Trax - Zurück in die Zukunft); in Ungheria (Time Trax - Hajsza az időn át); in Argentina (Time Trax); in Spagna (Misión en el tiempo).